# La Sarraz
La Sarraz (toponimo francese) è un comune svizzero di 2 586 abitanti del Canton Vaud, nel distretto di Morges.

## Origini del nome
Il nome di La Sarraz proviene dal dialetto serata che significa "stretta", "fortificata" (latino serare). Non è stabilito se il nome alludesse alle fortificazioni della città o alla sfilata accanto alla quale è situato il borgo. La "z" finale appare verso la fine del Medioevo.

## Storia
Nel 1049 Adalberto di Grandson costruì una torre fortificata sulla collina che domina le gole del Mormont per aumentare i domini della sua famiglia nella regione. Era passaggio strategico usato nel Medioevo dagli eserciti, dai commercianti e dai pellegrini che andavano dalla Francia all'Italia; una colonia si sviluppò attorno al castello e formò un borgo che è rimasto fino ad oggi.

## Monumenti e luoghi d'interesse

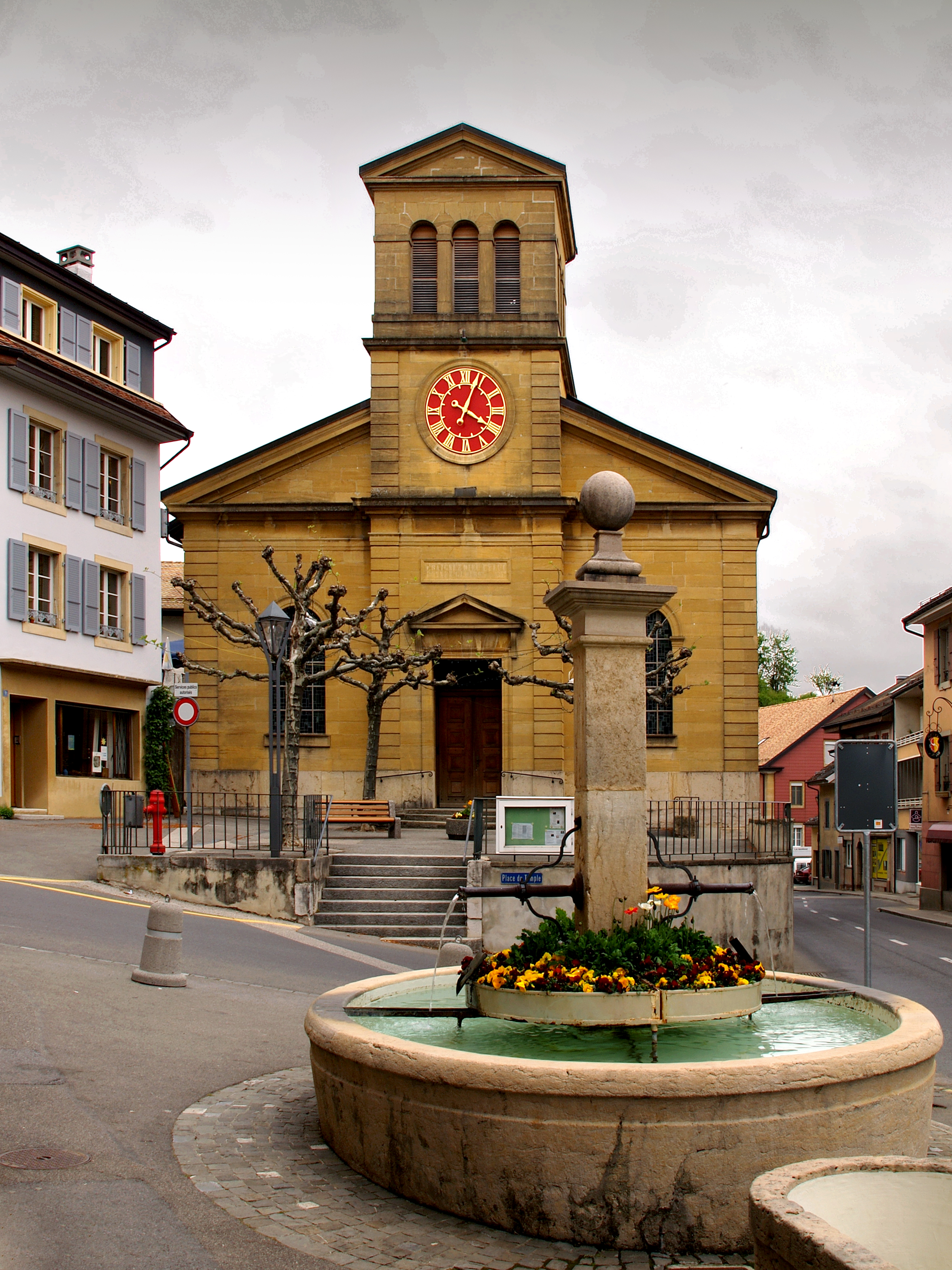
La chiesa della Vergine

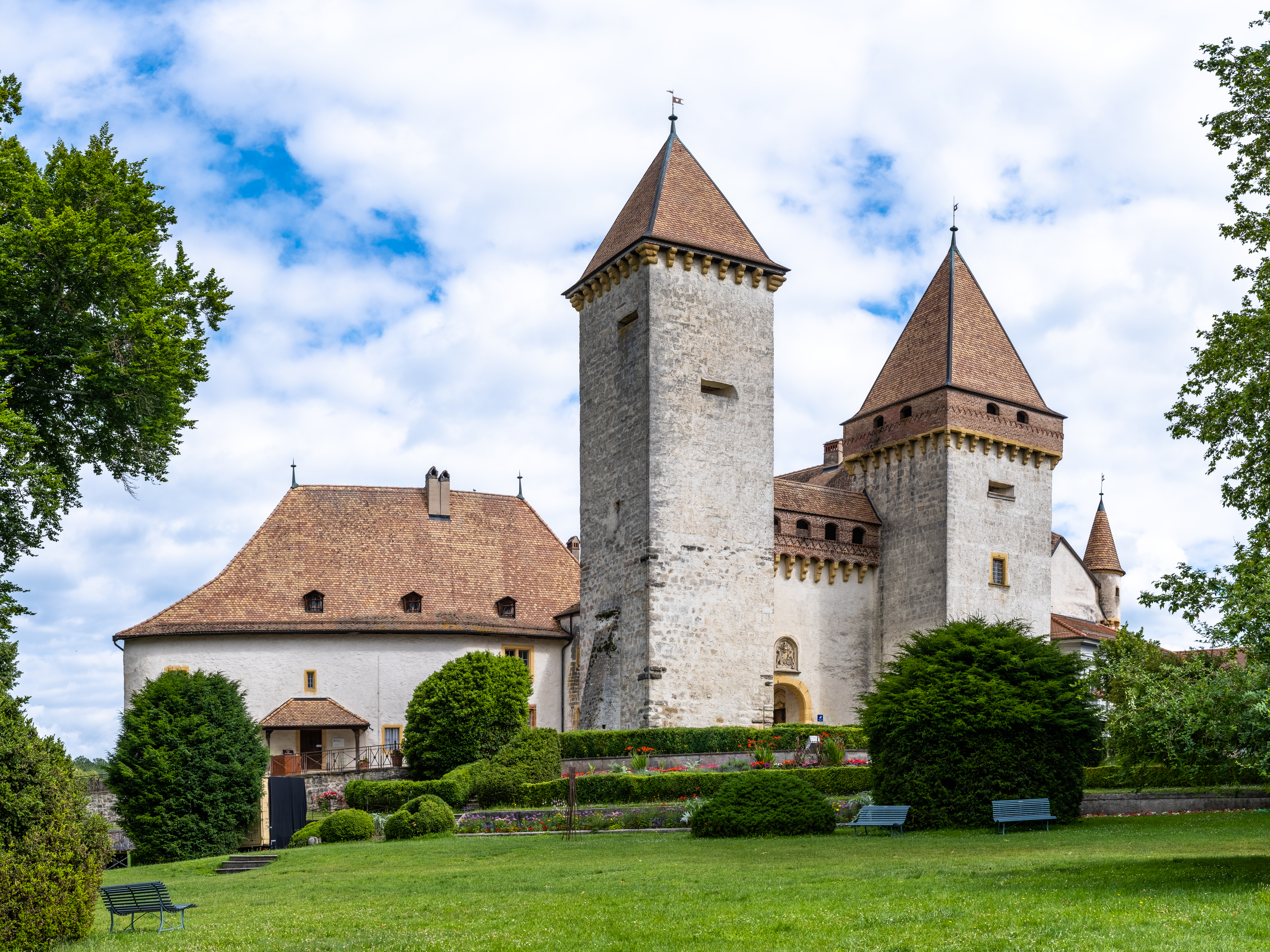
Il castello di La Sarraz

- Chiesa riformata della Vergine, eretta nel 1400 circa[2];
- Castello di La Sarraz, eretto dall'XI secolo[2], con la cappella dello Jaquemart[senza fonte].

## Società

### Evoluzione demografica
L'evoluzione demografica è riportata nella seguente tabella:
Abitanti censiti

## Cultura

### Musei
- Museo svizzero del cavallo, dal 1982 con sede nel castello di La Sarraz[2], che espone tutta la storia del cavallo dal Medioevo fino a oggi[senza fonte].

## Infrastrutture e trasporti

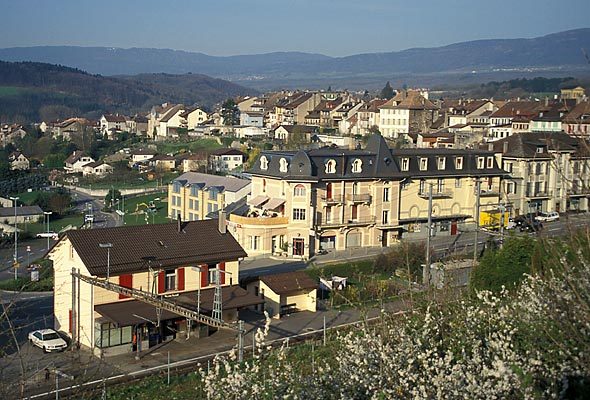
La stazione di La Sarraz

La Sarraz è servito dall'omonima stazione sulla ferrovia Losanna-Vallorbe (linea S2 della rete celere del Vaud).

## Amministrazione
Ogni famiglia originaria del luogo fa parte del cosiddetto comune patriziale e ha la responsabilità della manutenzione di ogni bene ricadente all'interno dei confini del comune.

## Sport
La Sarraz ha una squadra di calcio, il FC La Sarraz-Eclépens, e una squadra di pallavolo.